# Hino 600
Le Hino 600, appelé aussi Hino 165, Hino 175 ou Hino 338[réf. souhaitée] est un camion de type cab over fabriqué aux États-Unis par le constructeur japonais Hino Motors depuis 2004. Aux États-Unis et au Canada, ses principaux concurrents sont le Peterbilt 328 et l'Isuzu H-Series jusqu'en 2009 et son modèle léger est le Hino 125/300 pour le marché américain et canadien.

## Première génération
Le Hino 600 de première génération a été introduit en 2004 aux États-Unis et en 2005 au Canada. Une nouvelle version relookée a été lancée en 2007 pour le marché américain et canadien. La production a débuté en 2008 sur le marché mexicain, pour les kits CKD en dehors du Japon.

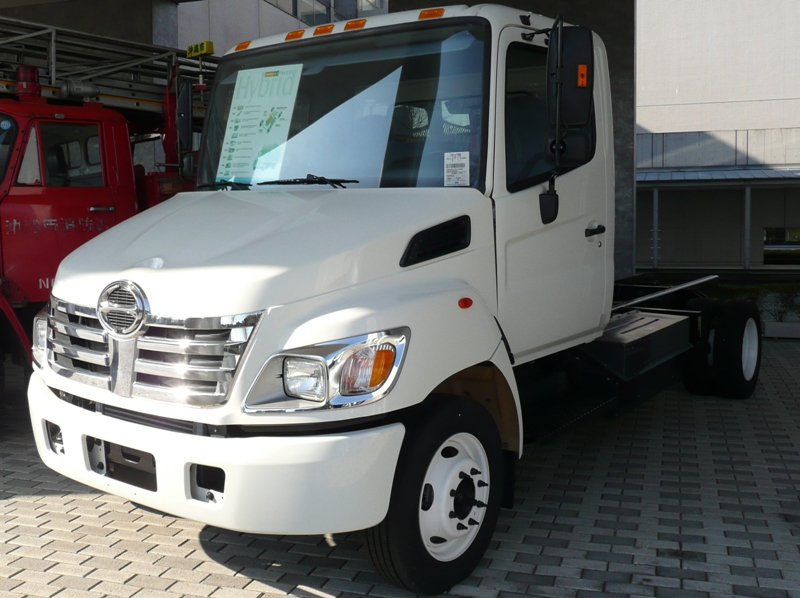
Hino 165 Hybride
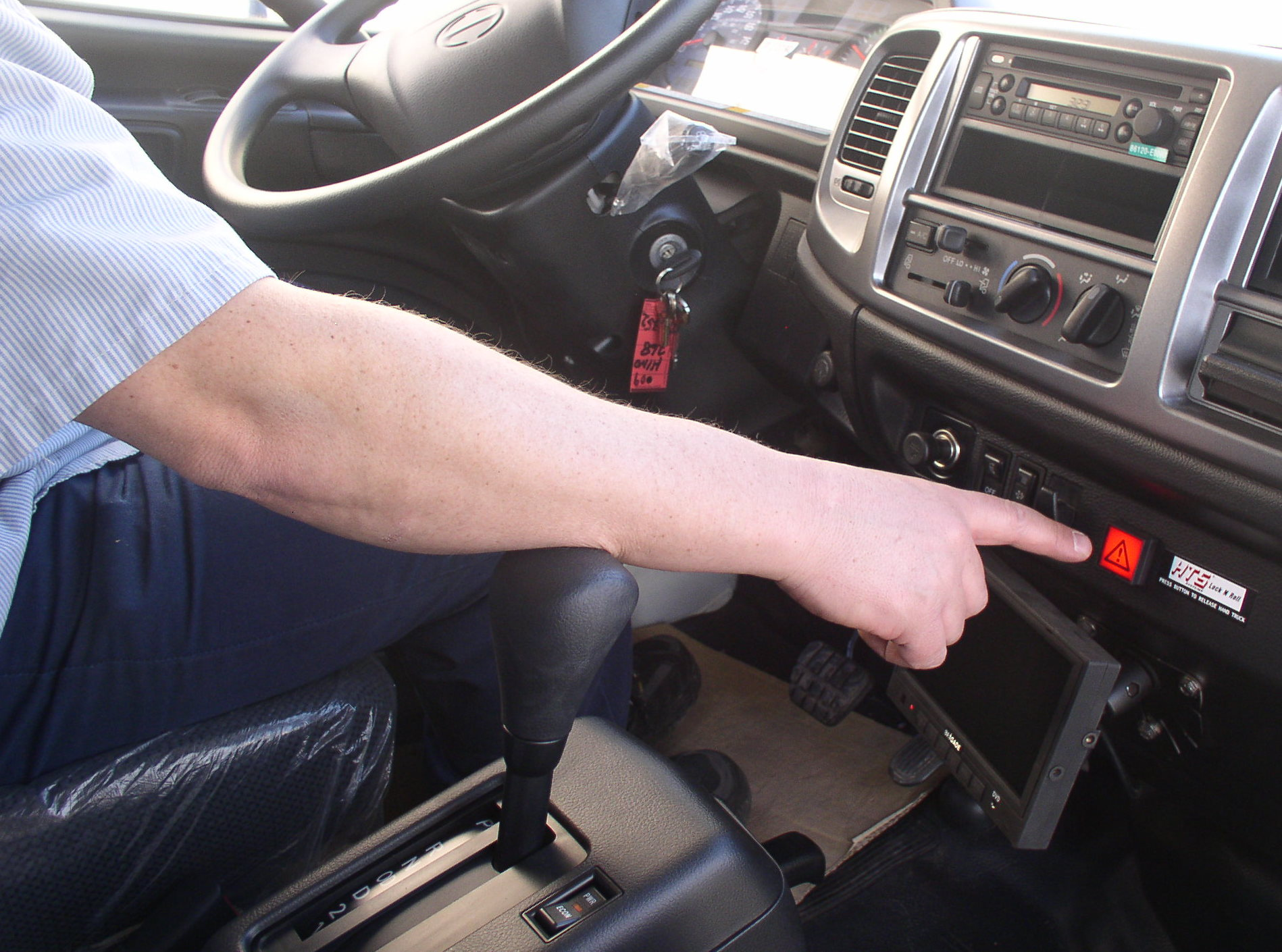
Tableau de bord Hino 338 T
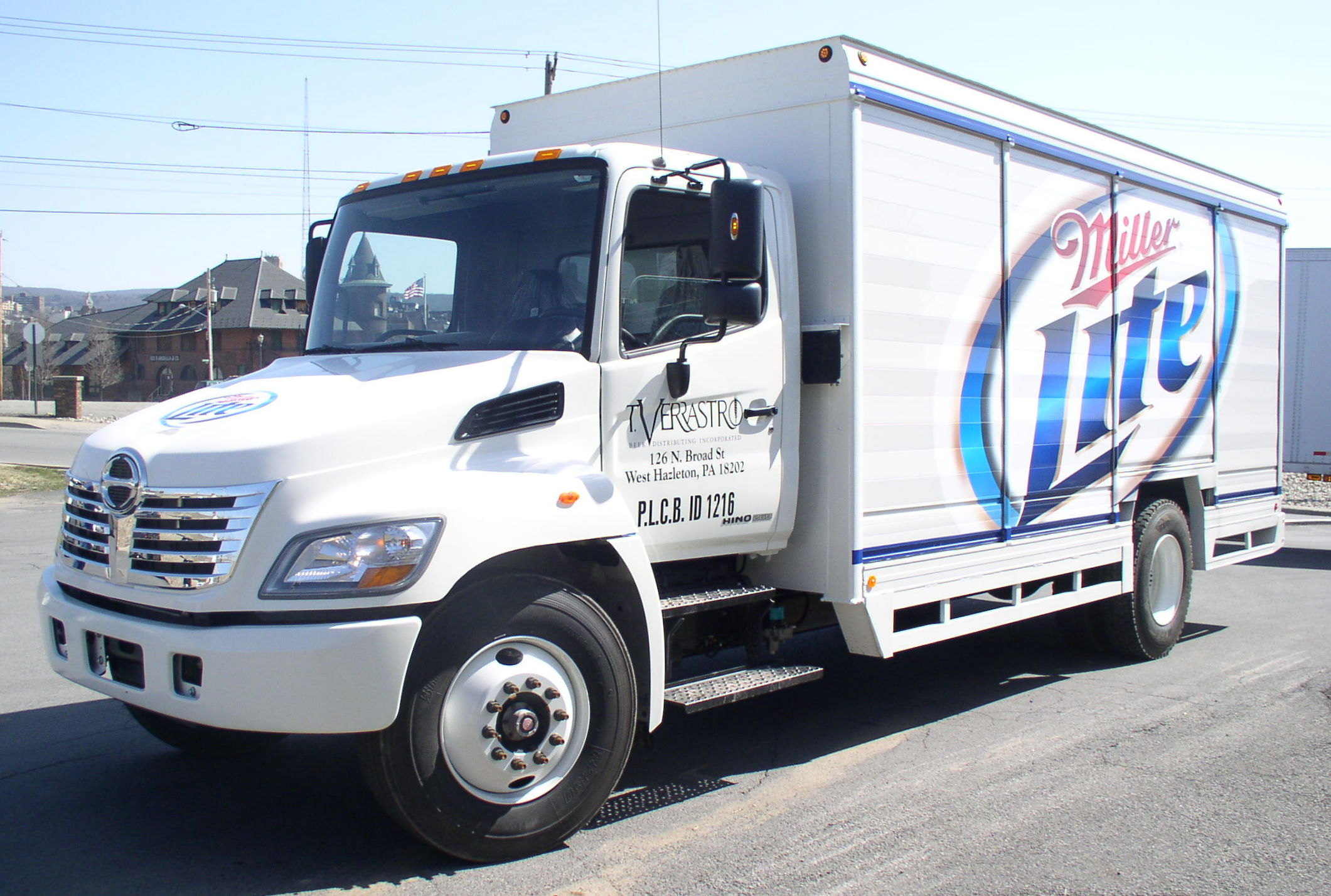
Camion-citerne Hino 338 T
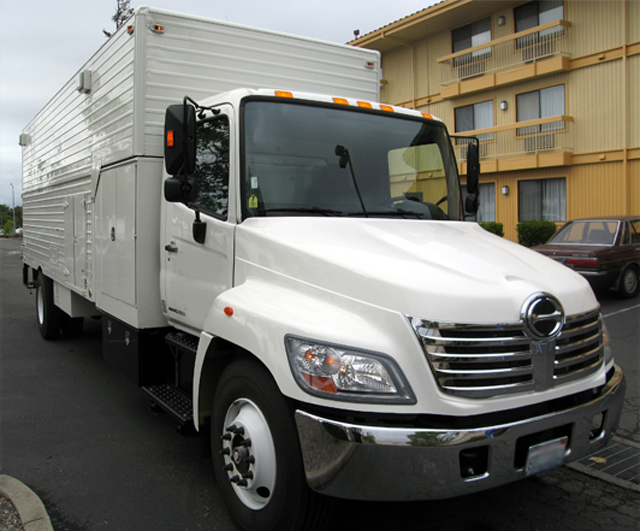
Le Hino 268 A est utilisé comme camion de production et de diffusion vidéo
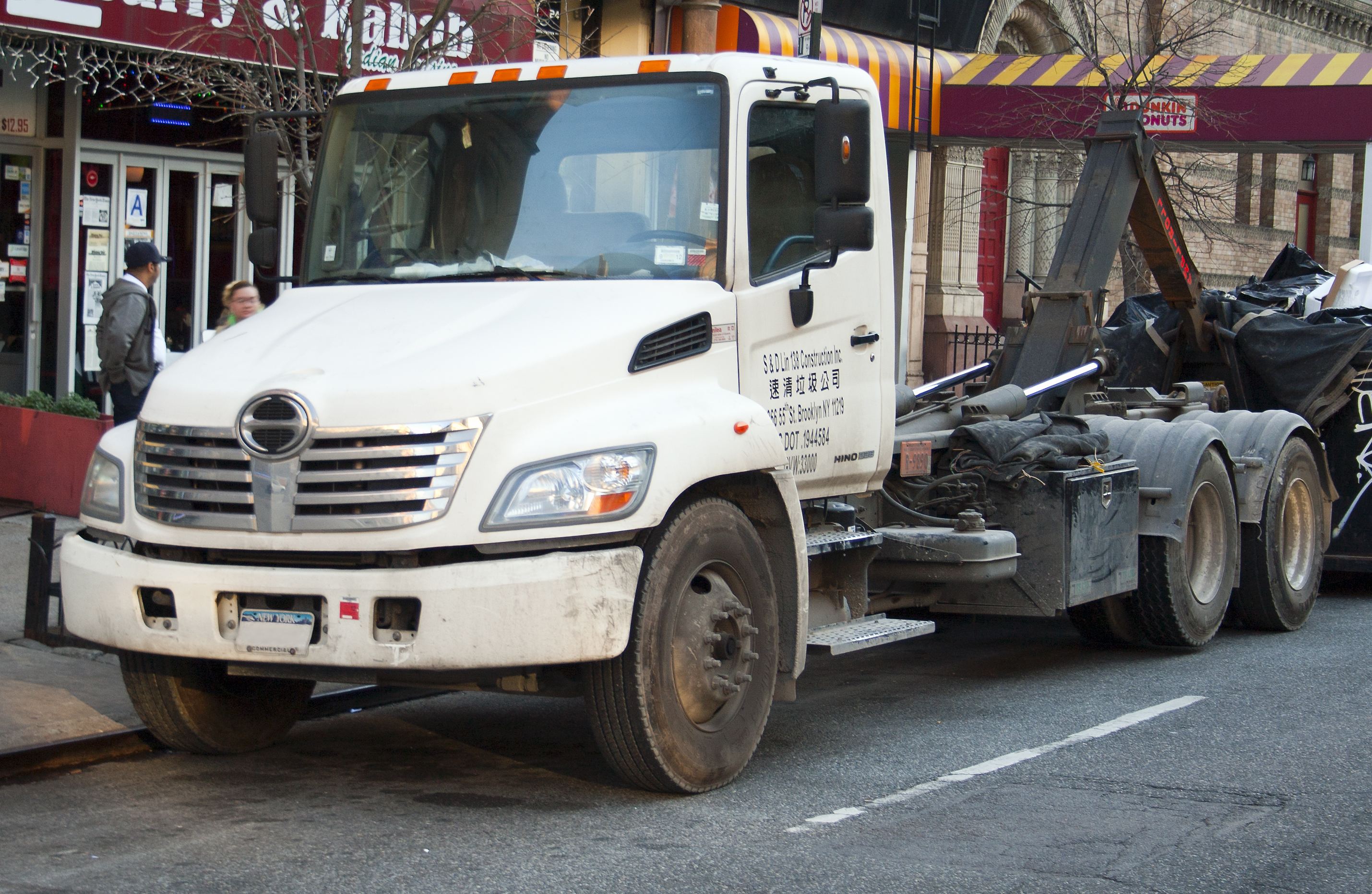
Hino 338, benne à trois essieux